# Oranjegeel kaalkopje
Het oranjegeel kaalkopje (Leratiomyces laetissimus) is een schimmel die behoort tot de familie Strophariaceae. Dit kaalkopje leeft als terrestrische saprotroof, meestal in kleine groepjes, op humus, grasresten in schrale, weinig bemeste graslanden. In de duinen groeit de paddenstoel vooral in de zeereep bij helm. 

## Kenmerken

### Uiterlijke kenmerken
Hoed
De hoed heeft een diameter van 10 tot 30 mm. De hoed is helder geel-oranje, niet doorschijnend gestreept met een ronde of puntige umbo .
Lamellen
De lamellen staan vrij dicht opeen en zijn breed aangehecht. De kleur is bleek grijs en later worden ze purperbruin met een bijna witte, rafelige lamelsnede .
Steel
De steel heeft een lengte van 30 tot 60(-130) mm en een dikte van 2 tot 4 (5) mm .
Sporenprint
De sporenprint is zwartbruin .

### Microscopische kenmerken
De sporen zijn langwerpig tot eivormig, in vooraanzicht soms iets hexagonaal en meten 10,0-14,0 × 7,0-9,0 × 6,0-8,0 µm. Cheilocystidia zijn flesvormig met smal tot vrij breed onderste deel en meten 15-30 × 4,0-8,0(-10,0) µm .

## Verspreiding
Het oranjegeel kaalkopje is een Europese soort . In Nederland komt het matig algemeen voor. Hij staat op de rode lijst in de categorie 'Kwetsbaar' .

## Foto's

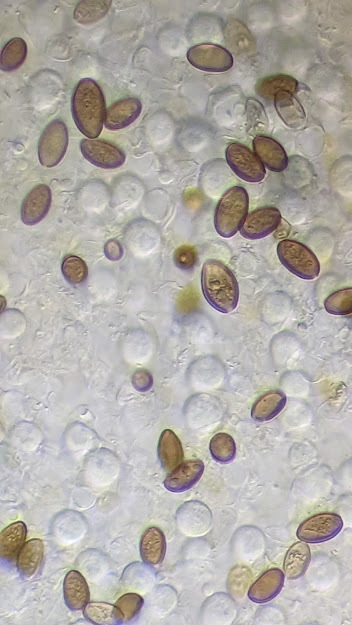
Sporen